# Линия wor-woa

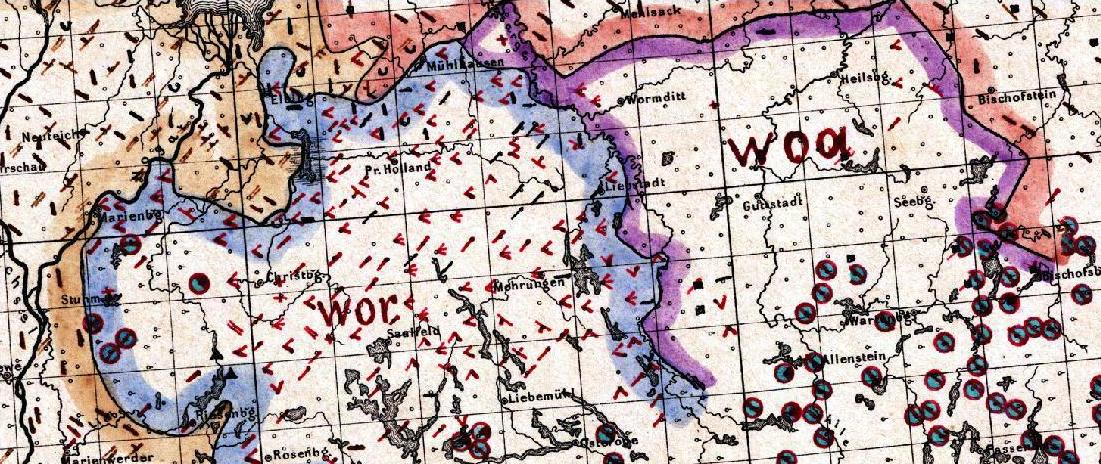
Изоглосса wor-woa

Линия wor-woa — изоглосса, разделяющая средненемецкий верхнепрусский диалект на два поддиалекта: оберландский (wor) на западе и бреслауский (woa) на востоке. Целиком проходит по реке Пасленка.
Различие между поддиалектами состоит прежде всего в характере произнесения согласного r (на примере диалектного wor/woa, соответствующего нововерхненемецкому war «был»). В оберландском поддиалекте r произносится отчётливо и даже раскатисто (звонкий альвеолярный дрожащий [r]). В бреслауском поддиалекте он вокализуется до [ɐ] (ненапряжённый гласный среднего ряда нижнего подъёма), как в современной разговорной немецкой речи.